# 方丹沙利
方丹沙利（法語：Fontaine-Chaalis，法語發音：[fɔ̃tɛn ʃali]）是法国瓦兹省的一个市镇，属于桑利斯区。1974年3月3日，土耳其航空981号航班在方丹沙利境内坠毁，机上346人全部遇难。

## 地名
“方丹”（Fontaines）意为“泉”。法语地名通名在“枫丹白露”（Fontainebleau）等少数拥有传统译名的地名中译作“枫丹”，不过在《世界地名翻译大辞典》、《世界地名译名词典》和《法国地图册》等主流地名译名类书籍资料中多译作“方丹”。

## 地理
方丹沙利（49°10'17"N, 2°41'1"E）面积33.11 平方千米，位于法国上法蘭西大區瓦兹省，该省份为法国北部内陆省份，北起索姆省，西接厄尔省和滨海塞纳省，南至塞纳-马恩省和瓦兹河谷省，东临埃纳省。
与方丹沙利接壤的市镇（或旧市镇、城区）包括：博雷、埃默农维尔、巴龙、蒙塔尼圣费利西泰、蒙莱韦克、蒙洛尼翁、莫尔泰丰坦、泰夫河畔蒂耶尔、洛内特河畔韦尔。
方丹沙利的时区为UTC+01:00、UTC+02:00（夏令时）。

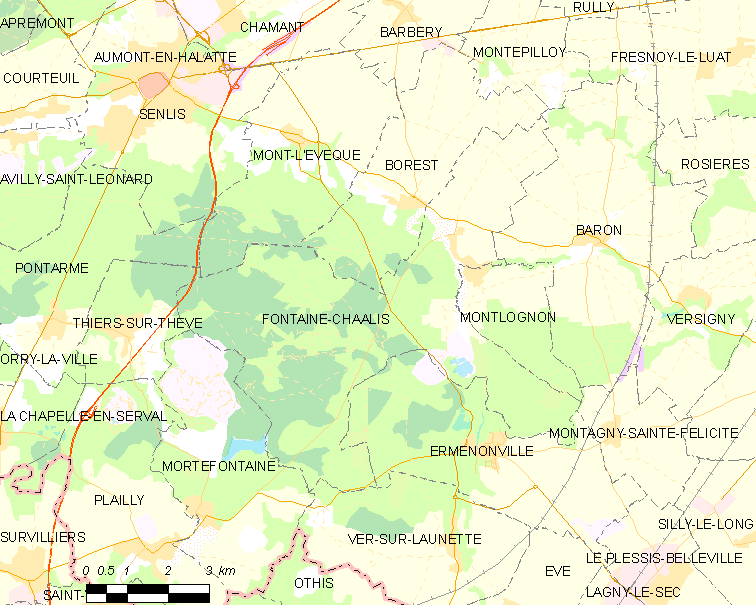
方丹沙利的OSM定位图

## 行政
方丹沙利的邮政编码为60300，INSEE市镇编码为60241。

## 政治
方丹沙利所属的省级选区为楠特伊勒欧杜安县。

## 人口

1962-2008年间方丹沙利人口变化图示

方丹沙利于2022年1月1日时的人口数量为326人。